# French Affair
French Affair — немецко-французский музыкальный поп-проект. Самыми известными композициями являются «Sexy», «Do What You Like», «Comme ci Comme ca», «I Like That» и «My Heart Goes Boom (La Di Da Da)».

## История
Ведущая певица, Barbara Alcindor родилась в 1974 в Париже, сейчас Barbara проживает в Лондоне. Alcindor начинала карьеру как модель перед тем как попробовать себя в музыке, позже она начала выступать в качестве бэк-вокалистки с Assasins, Soulie B и MC Solaar. После контракта с лейблом BMG и объединения с братьями Dreyer, группа French Affair записала в 2000 году такие хиты как: «My Heart Goes Boom», «Poison» и «Do What You Like». Они занимали одни из лидирующих мест в чартах Франции, Великобритании, Австрии, Италии и Германии. В 2000 году группа French Affair записала их дебютный альбом Desire. В течение 2004—2005 годов на свет не появляется нового материала, однако в 2006 году выходит следующий альбом Rendezvous.
Песни French Affair были выпущены в 60 странах и было продано более 2.5 млн CD.

## Дискография

### Альбомы
- Desire (2000)

1. My Heart Goes Boom (La Di Da Da) 3:40
2. I Want Your Love 3:58
3. Desire 4:01
4. Poison — Radio Version 3:18
5. I Can’t Say Goodbye 3:19
6. Do What You Like — Radio Version 3:52
7. My Boots Are Made for Walking 2:50
8. If You Give Me Credit 3:15
9. Je Ne Sais Pas Pourquoi 3:57
10. Take My Love Mon Amour 4:45
11. My Heart Goes Boom (K’s House RMX) 7:03
12. Do What You Like (I Like House RMX) 6:05

- Rendezvous (2006)

1. Symphonie D’Amour (4:04)
2. Je Pense À Toi (3:35)
3. Encore Une Fois (3:57)
4. L’Amour (3:36)
5. Oh Dis Moi (3:26)
6. C’est La Vie (3:29)
7. Dance Avec Moi (3:51)
8. Sans Concession (3:08)
9. Bossa Paris (3:17)
10. Melancolie (4:01)
11. La Mer (6:50)

- Belle Epoque (Web Album, 2008)

1. Sexy
2. Comme Ci Comme Ca
3. I Like That
4. Join The Club
5. More & More
6. Ring Ding Dong
7. On & On
8. A Quoi Tu Pense
9. Tonight
10. Follow Me
11. Like A Dream

### Синглы
- My Heart Goes Boom (La Di Da Da) (2000)
- Do What You Like (2000)
- Poison (2000)
- I Want Your Love (1996)
- Sexy (2001)
- I Like That (1998)
- Comme Ci Comme Ca (2003)
- Everything Is You (2003)
- Symphonie D’Amour (2006)

### Клипы
1. Comme Ci Comme Ca Посмотреть на YouTube
2. Do What You Like Посмотреть на YouTube
3. My Heart Goes Boom (La Di Da Da)
4. Poison Посмотреть на YouTube
5. Sexy Посмотреть на YouTube
6. I Want Your Love (1996)
7. I Like That (1998)